# Darantasia punctata
Darantasia punctata là một loài bướm đêm thuộc phân họ Arctiinae, họ Erebidae.